# سمیرا مخملباف
سمیرا مخملباف (۲۶ بهمن ۱۳۵۸ در تهران) کارگردان، دستیار کارگردان و نویسنده ایرانی است.

## زندگی
در ۸ سالگی در فیلم بایسیکل‌ران ساخته پدرش محسن مخملباف بازی کرد.
در سن ۱۷ سالگی فیلم سینمایی سیب را ساخت؛ و در ۱۸ سالگی به عنوان جوان‌ترین کارگردان جهان در بخش رسمی فستیوال کن (۱۹۹۸) حضور یافت. فیلم سیب سمیرا در ظرف دو سال به بیش از ۱۰۰ فستیوال بین‌المللی دعوت شد و در بیش از ۳۰ کشور جهان اکران شد. سمیرا در سال ۱۹۹۹، دومین فیلم سینمایی خود را به نام تخته‌سیاه ساخت و در سال ۲۰۰۰ دوباره به عنوان جوان‌ترین کارگردان جهان در بخش مسابقه فستیوال کن حضور یافت و جایزه ویژه هیئت داوران را از آن خود ساخت.
سومین ساخته وی به نام پنج عصر در سال ۲۰۰۳ در بخش مسابقه اصلی کن پذیرفته شد و بار دیگر موفق به دریافت جایزه ویژه هیئت داوران از جشنواره کن شد. وی در جشنواره‌های مهمی چون کن، ونیز و برلین به عنوان داور حضور یافته‌است.

## حرفه

### فیلم‌شناسی
- سیب (۱۹۹۸)
- تخته سیاه (۲۰۰۰)
- ۱۱'۰۹"۰۱ ۱۱ سپتامبر (فیلم کوتاه) (۲۰۰۲، فیلم چندگانه)
- پنج عصر (۲۰۰۳)
- اسب دوپا (۲۰۰۸)

### داوری‌ها
1. جشنواره بین‌المللی فیلم کن در فرانسه سال ۲۰۰۱
2. جشنواره بین‌المللی فیلم ونیز در ایتالیا سال ۲۰۰۰
3. جشنواره بین‌المللی فیلم برلین در آلمان سال ۲۰۰۴
4. جشنواره بین‌المللی فیلم مونترال در کانادا سال ۲۰۰۳
5. جشنواره بین‌المللی فیلم لوکارنو در سوئیس سال ۱۹۹۸
6. جشنواره بین‌المللی فیلم مسکو در روسیه سال ۲۰۰۰
7. جشنواره بین‌المللی فیلم ژنو در سوئیس سال ۲۰۰۰
8. جشنواره بین‌المللی فیلم قطر در دوحه سال ۲۰۰۱

### جوایز بین‌المللی
1. «جام ساترلند» از جشنواره فیلم لندن، انگلستان ۱۹۹۸، (بخاطر فیلم سیب)
2. «جایزه منتقدان بین‌المللی» از جشنواره فیلم لوکارنو، سوئیس ۱۹۹۸، (بخاطر فیلم سیب)
3. «جایزه ویژه هیئت داوران» از جشنواره فیلم تسالونیکی، یونان ۱۹۹۸، (بخاطر فیلم سیب)
4. «جایزه ویژه هیئت داوران» از جشنواره فیلم سائوپائولو، برزیل ۱۹۹۸، (بخاطر فیلم سیب)
5. «جایزه ویژه هیئت داوران» از جشنواره سینمای مستقل، آرژانتین ۱۹۹۹، (بخاطر فیلم سیب)
6. «جایزه منتقدان» از جشنواره سینمای مستقل، آرژانتین ۱۹۹۹، (بخاطر فیلم سیب)
7. «جایزه تماشاگران» از جشنواره سینمای مستقل، آرژانتین ۱۹۹۹، (بخاطر فیلم سیب)
8. «جایزه هیئت داوران» از جشنواره فیلم کن، فرانسه ۲۰۰۰، (برای فیلم تخته سیاه)
9. «جایزه مدال فدریکو فلینی» از یونسکو، فرانسه ۲۰۰۰، (بخاطر فیلم تخته سیاه)
10. «جایزه فرانسوا تروفو» از جشنواره فیلم جیفونی، ایتالیا ۲۰۰۰، (بخاطر فیلم تخته سیاه)
11. «جایزه شهردار جیفونی» از جشنواره فیلم جیفونی، ایتالیا ۲۰۰۰، (بخاطر فیلم تخته سیاه)
12. «جایزه صلح» از یونسکو، فرانسه ۲۰۰۰، (بخاطر فیلم تخته سیاه)
13. «جایزه بزرگ» از مؤسسه فیلم آمریکا (AFI)، آمریکا ۲۰۰۰، (بخاطر فیلم تخته سیاه)
14. جایزه هیئت داوران از بخش مسابقه اصلی فستیوال کن (۲۰۰۳) در فرانسه برای فیلم پنج عصر
15. جایزه بزرگ «کلیساهای جهان» از جشنواره فیلم کن (۲۰۰۳) در فرانسه برای فیلم پنج عصر
16. جایزه طاووس طلایی برای بهترین فیلم در بخش مسابقه سی و چهارمین جشنواره بین‌المللی فیلم هند، برای فیلم پنج عصر
17. جایزه «سینمای جوان» در بخش مسابقه پرده نقره‌ای هفدهمین جشنواره بین‌المللی فیلم سنگاپور ۲۰۰۴، برای فیلم پنج عصر
18. سمیرا به عنوان یکی از چهل فیلمساز برتر معاصر جهان (و جوان‌ترین آنها) به انتخاب گاردین، انگلیس ۲۰۰۴ و ۲۰۰۵

### مرور بر آثار بین‌المللی
1. جشنواره بین‌المللی کارلووی واری (جمهوری چک) ۲۰۰۴

## رابطهٔ چهار وجهی من و سمیرا
محسن مخملباف، پدر وی در مقالهای با عنوان «رابطهٔ چهاروجهی من و سمیرا یا نقش قربانی در وقوع جرم یا آنچه از زبانم دررفت» که سال ۱۳۸۰ نشریه کارنامه آن را منتشر کرد نوشت که سمیرای ۲۲ ساله برای او کسی بیش از فرزند است و به نقش‌های شاگرد، دوست و همکار از او اشاره کرد که برای نمونه در نقش اخیر (همکار) محسن (پدر) نفر دوم است و سمیرای جوان همکار ارشد.